# Liste des commanderies templières dans le Lubusz
Cette liste recense les commanderies et maisons de l'ordre du Temple qui ont existé dans le Lubusz (liste non exhaustive).

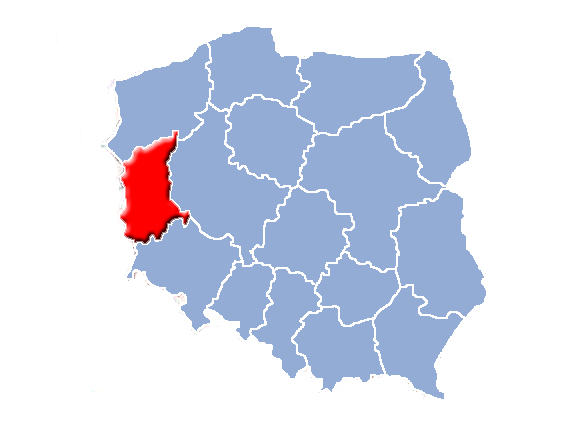
Voïvodie de Lubusz en Pologne

## Faits marquants et Histoire

Blason du Lubusz

Cette région de la Pologne correspond, lorsque les templiers étaient présents, à une partie du duché de Grande-Pologne pendant la période dite de « démembrement territorial » du royaume de Pologne (XIIIe siècle).
C'est entre 1225 et 1232 que l'on remarque l'arrivée des templiers dans l'actuelle Pologne. Ladislas Odonic, Duc de Grande-Pologne leur ayant fait don de biens à Sulęcin et en Poméranie occidentale (Chwarszczany / Quartschen),,. D'autres donations cette même année proviennent de l'évêché de Lebus (en) notamment Custrin dont la possession sera confirmée en 1238 par le pape Grégoire IX.
Ils participèrent à la défense de cette région lors de l'invasion mongole (1241/42) et ils détenaient la totalité du fief de Zielenzig (Sulęcin) à partir de 1244 ainsi que cinq villages aux alentours. On constate que vers la fin du XIIIe siècle, La marche de Brandebourg s'étendait jusque là puisque c'est Othon V de Brandebourg qui leur confirme leurs droits sur ce territoire dans une charte d'octobre 1286,.
Les commanderies dans cette région, tout comme celles de Basse-Silésie et de Poméranie occidentale, faisaient partie de la province d'Allemagne,.

## Commanderies
| Commanderie ou possession | Ville actuelle (ou à proximité) | Observations |
| ------------------------- | ------------------------------- | ------------ |
| Custrin (terres)          | Kostrzyn nad Odrą               | 1232,        |
| Łagów                     | Łagów                           | ?            |
| Wielowieś                 | Wielowieś                       | ,            |
| Zielenzig                 | Sulęcin                         | 1232 -, ?    |